# Salem (seriál)
Salem je americký fantastický dramatický seriál vytvořený Brannonem Bragou a Adamem Simonem a vysílaný v letech 2014–2017 na stanici WGN America.

## Informace
Salem je fiktivní příběh inspirovaný Salemskými čarodějnickými případy odehrávající se v 17. století ve státu Massachusetts, který ovládali puritáni. John Alden (Shane West) a Mary Walcott (Janet Montgomery) se ocitnou uprostřed milostného vztahu, i když se město Salem stalo středem lovu na čarodějnice.

## Postavy
- Janet Montgomery jako Mary Sibley, žena George Sibleyho a čarodějnice, jejíž dvojí život lásky ohražuje její mocenské postavení v Salemu.
- Shane West jako kapitán John Alden, vojenský veterán a milovník Mary, který se vrátil domů jako hlas rozumu a ochránce nevinných obětí v období poloviny lovů na čarodějnice.
- Seth Gabel jako Cotton Mather, reverend a přítel Johna Aldena, který se zamiloval do místní prostitutky Gloriany, která byla později vyhnána jeho otcem Increasem. Později byl očarován Anne Haleovou.
- Tamzin Merchant jako Anne Hale, čarodějnice a talentovaná umělkyně, později manželka Cottona Mathera.
- Ashley Madekwe jako Tituba, čarodějnice a bývalá služebná Mary. Donutila Mary aby odevzdala své nenarozené dítě Ďáblu.
- Elise Eberle jako Mercy Lewis, oběť Maryina čarodějnictví a později čarodějnice proměněná Mary.
- Iddo Goldberg jako Isaac Walton, jako trest za své smilství byl odsouzen k převážení mrtvol na svah.
- Xander Berkeley jako soudce Hale, čaroděj a Salemský politik. Byl služebníkem Mary později zavražděn svoují dcerou Anne.
- Joe Doyle jako baron Sebastian von Marburg, čaroděj a syn čarodějnice hraběnky Palatine Ingrid von Marburg.
- Stephen Lang jako Increase Mather, reverend, otec Cottona a lovec čarodějnic. Později byl zavražděn svým synem.
- Michael Mulheren jako George Sibley, hlavní radní, manžel Mary a oběť jejího čarodějnictví.
- Sammi Hanratty jako Dollie, Mercyina kamarádka a její následovnice, později zavražděná hraběnkou.
- Azure Parsons jako Gloriana, místní prostitutka, vyhoštěná Increasem Matherem.
- Lucy Lawless jako hraběnka Palatine Ingrid von Marburg, potomek starého rodu německých čarodějnic.
- Stuart Townsend jako Dr. Samuel Wainwright, pomáhal při čarodějnických neštovicích. Později zavražděn baronem Sebastianem.